# Прилепац (крепост)
Прилепац (на сръбски: Прилепац/Prilepac) е средновековна крепост в района на Ново Бърдо. Тя е най-известна като родното място на княз Лазар.

## История
Крепостта най-вероятно е построена през 14 век като отбранителна фортификация на прохода към Ново бърдо. Принадлежала е на Прибац Хребелянович, баща на княз Лазар, и логотет на Стефан Душан. Княз Лазар е роден в крепостта през около 1329.
За пръв път крепостта се споменава в историческите извори през 1381. Тя е построена на плато с добър изглед към околния терен. Платото е практически непристъпно от юг и от запад и трудно пристъпно от север. От изток обаче, достъпът е сравнително лесен. Този недостатък е преодолян чрез прокопаването на ров с дълбочина между 7 и 10 метра и издигането на наблюдателна кула в югоизточната част на крепостта.
Крепостта днес е в руини и оригиналният ѝ вид е трудно разпознаваем. Вероятно е имала форма на четириъгълник с размери от 120 метра (юг-север) и 90 метра (изток-запад).